# Andonectes milla
Andonectes milla är en skalbaggsart som beskrevs av García 2002. Andonectes milla ingår i släktet Andonectes och familjen dykare. Inga underarter finns listade i Catalogue of Life.